# Campeonato do Nordeste de Futebol de 2010
O Campeonato do Nordeste de Futebol de 2010 foi a nona edição da competição de futebol realizada no Nordeste brasileiro, com início no dia 8 de junho e foi encerrado o dia 1 de dezembro. O campeão foi o Vitória, pela quarta vez, tendo como vice o ABC.

## Regulamento
Os quinze clubes se enfrentam, todos contra todos, em jogos apenas de ida. Ao fim desses confrontos, os quatro clubes que mais pontuarem avançam à fase seguinte, que será disputada em mata-mata, começando por semifinais, também apenas com jogos de ida.
Os mandos de campo da fase final serão atribuídos aos primeiro e segundo colocados.
Caso haja empate de pontos entre um ou mais clubes, os critérios de desempates serão considerados na seguinte ordem:
1. Maior número de vitórias
2. Maior saldo de gols
3. Maior número de gols marcados
4. Menor número de cartões vermelhos recebidos
5. Sorteio público na sede da Liga do Nordeste

Ao término da primeira fase , o lanterna será excluído do torneio no ano de 2011 , sendo trocado por outro time da mesma federação estadual .

## Clubes Participantes
| Equipe              | Cidade           | Estado              |
| ------------------- | ---------------- | ------------------- |
| ABC                 | Natal            | Rio Grande do Norte |
| América de Natal    | Natal            | Rio Grande do Norte |
| Bahia               | Salvador         | Bahia               |
| Botafogo-PB         | João Pessoa      | Paraíba             |
| Ceará               | Fortaleza        | Ceará               |
| Confiança           | Aracaju          | Sergipe             |
| CRB                 | Maceió           | Alagoas             |
| CSA                 | Maceió           | Alagoas             |
| Fluminense de Feira | Feira de Santana | Bahia               |
| Fortaleza           | Fortaleza        | Ceará               |
| Náutico             | Recife           | Pernambuco          |
| Santa Cruz          | Recife           | Pernambuco          |
| Sergipe             | Aracaju          | Sergipe             |
| Treze               | Campina Grande   | Paraíba             |
| Vitória             | Salvador         | Bahia               |

## Televisão
Como grande motivador da volta do torneio regional e receber status de campeonato (baseando-se no regulamento de 2002), a empresa TopSports detém todos os direitos de mídia (exceto os direitos radiofônicos) e de propaganda nos estádios. Serão mostrados cerca de quatro jogos por rodada pela Esporte Interativo.[carece de fontes?]
Mas como a emissora está apenas transmitindo pelas parabólicas, por poucas operadoras de TV por assinatura e sendo transmitido em UHF apenas em São Paulo, a TopSports vendeu seus direitos de TV aberta para a Rede Globo durante três temporadas para toda a região (com exceção na parabólica), e as transmissões teriam início da cobertura após o término da Copa do Mundo no mês de julho, porém isso nunca aconteceu.

## Primeira Fase

### Confrontos
Para ler a tabela, a linha horizontal representa os jogos da equipe como mandante. A coluna vertical indica os jogos da equipe como visitante.
| Resultados estão em azul. Jogos "clássicos" estão em negrito. | Vitória do mandante. Vitória do visitante. Empate. |

|                     | ABC | AMÉ | BAH | BOT | CEA | CON | CRB | CSA | FLU | FOR | NÁU | SAN | SER | TRE | VIT |
| ------------------- | --- | --- | --- | --- | --- | --- | --- | --- | --- | --- | --- | --- | --- | --- | --- |
| ABC                 | —   | 0–0 | *   | 2–1 | *   | 2–0 | 1–0 | *   | 3–1 | *   | 4–1 | *   | 5–0 | *   | *   |
| América de Natal    | *   | —   | 1–0 | *   | *   | *   | 1–1 | 1–2 | *   | 3–1 | 0–0 | 0–0 | 4–1 | *   | *   |
| Bahia               | 3–1 | *   | —   | *   | 2–2 | *   | *   | 1–2 | *   | 1–0 | *   | 4–1 | *   | 1–0 | 1–5 |
| Botafogo            | *   | 0–0 | 2–2 | —   | *   | *   | *   | 0–0 | *   | 0–1 | 1–1 | 1–2 | 4–0 | *   | *   |
| Ceará               | 1–2 | 0–1 | *   | 2–3 | —   | 1–1 | *   | *   | 3–2 | *   | *   | *   | 3–1 | 2–0 | *   |
| Confiança           | *   | 3–1 | 1–2 | 3–2 | *   | —   | 0–1 | *   | 1–2 | *   | 2–2 | *   | 2–2 | *   | *   |
| CRB                 | *   | *   | 0–1 | 0–2 | 1–1 | *   | —   | *   | *   | 0–1 | *   | 3–1 | *   | 1–3 | 1–0 |
| CSA                 | 2–4 | *   | *   | *   | 1–1 | 4–2 | 2–2 | —   | 1–1 | *   | *   | *   | *   | 3–1 | 4–1 |
| Fluminense de Feira | *   | 3–1 | 1–1 | 1–0 | *   | *   | 0–1 | *   | —   | 0–1 | 0–2 | *   | 2–2 | *   | *   |
| Fortaleza           | 1–1 | *   | *   | *   | 0–2 | 0–1 | *   | 2–3 | *   | —   | *   | 2–2 | *   | 0–1 | 2–0 |
| Náutico             | *   | *   | 3–0 | *   | 2–1 | *   | 0–0 | 0–3 | *   | 4–1 | —   | 1–1 | *   | *   | 1–2 |
| Santa Cruz          | 0–1 | *   | *   | *   | 0–1 | 2–0 | *   | 6–1 | 2–2 | *   | *   | —   | *   | 2–0 | 1–1 |
| Sergipe             | *   | *   | 0–0 | *   | *   | *   | 1–2 | 1–0 | *   | 2–1 | 1–0 | 1–1 | —   | *   | 0–2 |
| Treze               | 3–1 | 0–0 | *   | 1–1 | *   | 2–2 | *   | *   | 1–0 | *   | 4–3 | *   | 2–1 | —   | *   |
| Vitória             | 2–2 | 2–1 | *   | 1–0 | 1–1 | 3–1 | *   | *   | 2–1 | *   | *   | *   | *   | 0–0 | —   |

### Desempenho
Clubes que lideraram o certame por rodada:
| Rodadas | Rodadas | Rodadas | Rodadas | Rodadas | Rodadas | Rodadas | Rodadas | Rodadas | Rodadas | Rodadas | Rodadas | Rodadas | Rodadas | Rodadas |
| ------- | ------- | ------- | ------- | ------- | ------- | ------- | ------- | ------- | ------- | ------- | ------- | ------- | ------- | ------- |
| 1       | 2       | 3       | 4       | 5       | 6       | 7       | 8       | 9       | 10      | 11      | 12      | 13      | 14      | 15      |
| CON     | CSA     | CSA     | CSA     | ABC     | TRE     | ABC     | ABC     | CSA     | TRE     | TRE     | CSA     | CSA     | ABC     | ABC     |

Clubes que ficaram na última posição do certame por rodada:
| Rodadas | Rodadas | Rodadas | Rodadas | Rodadas | Rodadas | Rodadas | Rodadas | Rodadas | Rodadas | Rodadas | Rodadas | Rodadas | Rodadas | Rodadas |
| ------- | ------- | ------- | ------- | ------- | ------- | ------- | ------- | ------- | ------- | ------- | ------- | ------- | ------- | ------- |
| 1       | 2       | 3       | 4       | 5       | 6       | 7       | 8       | 9       | 10      | 11      | 12      | 13      | 14      | 15      |
| VIT     | BAH     | SER     | BOT     | BOT     | BOT     | BOT     | BOT     | BOT     | BOT     | BOT     | FLU     | SER     | FOR     | SER     |

Clubes com mais rodadas no G4:
| Clube     | Total | Rodadas                                                          |
| --------- | ----- | ---------------------------------------------------------------- |
| CSA       | 15    | 1ª, 2ª, 3ª, 4ª, 5ª, 6ª, 7ª, 8ª, 9ª, 10ª, 11ª, 12ª, 13ª, 14ª, 15ª |
| ABC       | 12    | 4ª, 5ª, 6ª, 7ª, 8ª, 9ª, 10ª, 11ª, 12ª, 13ª, 14ª, 15ª             |
| Treze     | 12    | 1ª, 3ª, 5ª, 6ª, 7ª, 8ª, 9ª, 10ª, 11ª, 12ª, 13ª, 15ª              |
| Vitória   | 10    | 4ª, 6ª, 7ª, 8ª, 10ª, 11ª, 12ª, 13ª, 14ª, 15ª                     |
| CRB       | 3     | 2ª, 3ª, 4ª                                                       |
| Confiança | 2     | 1ª, 3ª                                                           |

## Segunda Fase
|  | Semifinais                   | Semifinais |   |  | Final                       | Final |  |
|  |                              |            |   |  |                             |       |  |
|  | 24 de novembro – Frasqueirão |            |   |  |                             |       |  |
|  | ABC                          | 3          |   |  |                             |       |  |
|  | Treze                        | 0          |   |  |                             |       |  |
|  |                              |            |   |  |                             |       |  |
|  |                              |            |   |  | 1 de dezembro – Frasqueirão |       |  |
|  |                              |            |   |  | ABC                         | 1     |  |
|  |                              | Vitória    | 2 |  |                             |       |  |
|  |                              |            |   |  |                             |       |  |
|  |                              |            |   |  |                             |       |  |
|  |                              |            |   |  |                             |       |  |
|  | 24 de novembro – Barradão    |            |   |  |                             |       |  |
|  | Vitória                      | 2          |   |  |                             |       |  |
|  | CSA                          | 1          |   |  |                             |       |  |

### Semifinais
| 24 de novembro | ABC                   | 3 – 0 | Treze | Estádio Frasqueirão, Natal    |
| 21:45          | Éderson 48', 68', 79' |       |       | Árbitro: CE Wladyerisom Silva |

| 24 de novembro | Vitória                            | 2 – 1 | CSA         | Estádio Barradão, Salvador   |
| 21:45          | Kleiton Domingues 30' · Aldair 33' |       | 54' Alysson | Árbitro: SE Rogério da Rocha |

### Final
| 1 de dezembro | ABC            | 1 – 2 | Vitória                             | Estádio Frasqueirão, Natal |
| 22:00         | João Paulo 12' |       | 31' Kleiton Domingues · 69' Marconi | Árbitro: AL Charles Hebert |

## Campeão
| Campeão do Nordeste 2010 |
| ------------------------ |
| VITÓRIA                  |

## Estatísticas

### Artilharia
Atualizado até 2 de dezembro
| 10 gols (1) - Cristiano Alagoano ( Confiança) 9 gols (1) - Éderson ( ABC) 7 gols (1) - João Paulo ( ABC) 6 gols (3) - Alexsandro ( CSA) - Brasão ( Santa Cruz) - Zulu ( ABC) 5 gols (5) - Catanha ( CSA) - Everlan ( CSA) - Júnior Mineiro ( Fluminense de Feira) - Vavá ( Treze) - Wellington Amorim ( Ceará) 4 gols (4) - Aleilson ( Bahia) - Hugo Henrique ( Sergipe) - Renato ( Vitória) - Rone Dias ( Treze) 3 gols (17) - Alysson ( CSA) - Chapinha ( Botafogo-PB) - Claudemir ( ABC) - Edmar ( CRB) - Edson ( ABC) - Erick ( Náutico) - Fabinho ( Sergipe) - Geílson ( Náutico) - Itacaré ( Bahia) - Jonhes ( Fortaleza) - Júnior ( Vitória) - Júnior Cearense ( Ceará) - Kleiton Domingues ( Vitória) - Paulinho Macaíba ( Botafogo-PB) - Reinaldo ( América de Natal) - Schwenck ( Vitória) - Val ( Botafogo-PB) 2 gols (31) - Adaílton ( Vitória) - Alex Franco ( Confiança) - André Turatto ( Fortaleza) - Bebeto ( Bahia) - Cléo ( Treze) - Clodoaldo ( Ceará) - Da Silva ( Treze) - Diogo ( Ceará) - Eraldo ( América de Natal) - Erivelto ( Náutico) - Ernandes ( Ceará) - Fernando ( Vitória) - Gabriel ( ABC) - Gaúcho ( Fortaleza) - Gilberto ( Santa Cruz) - Jackson ( Santa Cruz) - Lau ( CSA) - Leandro Cardoso ( Santa Cruz) - Luciano Dias ( CRB) - Maurício ( Bahia) - Pio ( Treze) | 2 gols (continuação) - Ribinha ( Fluminense de Feira) - Rodrigo Dantas ( América de Natal) - Serginho ( CSA) - Souza ( Santa Cruz) - Tatu ( Fortaleza) - Thiaguinho ( Náutico) - Tiago Lima ( Náutico) - Victor Hugo ( Santa Cruz) - Washington ( Botafogo-PB) 1 gol (91) - Adalberto ( América de Natal) - Adriano ( Bahia) - Aílton ( Ceará) - Aldair ( Vitória) - Alison ( Bahia) - Amaral ( CRB) - Anderson ( Ceará) - André Lima ( Treze) - André Silva ( CRB) - Berg ( América de Natal) - Brawn ( CSA) - Camilo ( Botafogo-PB) - Camilo ( Ceará) - Carlão ( América de Natal) - Cascata ( ABC) - Celio ( Botafogo-PB) - Celso ( CSA) - Cicinho ( Fluminense de Feira) - Ciro ( Confiança) - Cristiano ( Náutico) - Da Silva ( Confiança) - Danilo Cruz ( Fluminense de Feira) - Deon ( Fluminense de Feira) - Dick ( América de Natal) - Dil ( CRB) - Edson Sá ( Confiança) - Élvis ( Santa Cruz) - Emanuel ( Náutico) - Emílio ( CRB) - Evandro ( Santa Cruz) - Ewerton ( CRB) - Felipe Blau ( Treze) - Gaúcho ( Fluminense de Feira) - George ( Treze) - Giovanni ( Náutico) - Helder ( Náutico) - Jael ( Bahia) - Júnior Murici ( CRB) - Leílson ( Vitória) - Lenílson ( Vitória) - Lenine ( Bahia) - Léo ( Santa Cruz) - Lopes ( Ceará) - Luizinho ( Ceará) - Madison ( Sergipe) - Marco Antônio ( CSA) - Marconi ( Vitória) - Menezes ( Santa Cruz) - Neném ( Confiança) - Niel ( Fortaleza) - Nilson ( Náutico) | 1 gol (continuação) - Nino Guerreiro ( CRB) - Pantera ( Botafogo-PB) - Paulo César ( Santa Cruz) - Paulo Isidoro ( Fortaleza) - Peixinho ( CSA) - Petros ( Fluminense de Feira) - Rafael da Granja ( Vitória) - Rafael Paraná ( América de Natal) - Rafinha ( Botafogo-PB) - Reginaldo ( Fortaleza) - Régis ( Fortaleza) - Renan Oliveira ( Vitória) - Renatinho ( ABC) - Renatinho ( CRB) - Richardson ( América de Natal) - Roberto ( Bahia) - Robson Saci ( Confiança) - Rodrigo ( Fluminense de Feira) - Rogerinho ( Bahia) - Roni ( Fluminense de Feira) - Ronny ( América de Natal) - Sadrack ( Fluminense de Feira) - Sinval ( Botafogo-PB) - Tárcio ( Náutico) - Theo ( Sergipe) - Tiago Garça ( ABC) - Tiaguinho ( Fluminense de Feira) - Tinho ( Botafogo-PB) - Tony ( Ceará) - Toti ( Sergipe) - Valdson ( Confiança) - Vander ( Bahia) - Vanderson ( Vitória) - Válber ( Sergipe) - Vilson ( Vitória) - Vovô ( Confiança) - Wallace ( Náutico) - Wallace ( Vitória) - Walter ( Náutico) - Washington ( Ceará) 1 gol contra (3) - Bileu ( ABC) - Fernando ( Botafogo-PB) - Wellington ( Santa Cruz) |